# Cardamine silana
Cardamine silana là một loài thực vật có hoa trong họ Cải. Loài này được Marhold & Perný mô tả khoa học đầu tiên năm 2003.